# Бальц, Александр Фёдорович
Александр Фёдорович Бальц (фон Бальтц) (нем. Alexander Nikolai Julius von Baltz; 1841—1899) — российский военный, генерал-лейтенант Генерального штаба.

## Биография
Родился 18 (30) ноября 1841 года в семье полковника Фридриха Карловича Бальца и Лидии Богдановны, урождённой Тизенгаузен.
Окончил 1-й кадетский корпус (1858) и Николаевскую академию Генерального штаба (1866).
Чины: офицер (1859), капитан (1869), подполковник (1873), полковник (1875), генерал-майор (1885), генерал-лейтенант (1895).
Прохождение службы: командир лейб-гвардии Финляндского полка, начальник штаба Гвардейского корпуса (до 1.01.1886−после 1.09.1888), в распоряжении начальника Главного штаба (1889), окружной интендант Варшавского военного округа (1894−05.1899).
Умер 30 июня (12 июля) 1899 года. Похоронен в Санкт-Петербурге в семейном захоронении на Волковском лютеранском кладбище.

## Награды
- Орден Святого Станислава 3-й ст. (1865)
- Орден Святой Анны 3-й ст. (1868)
- Орден Святого Станислава 2-й ст. (1870)
- Орден Святого Владимира 4-й ст. (1873)
- Орден Святой Анны2-й ст. с мечами (1878)
- Золотое оружие «За храбрость» (1878)
- Орден Святого Владимира 3-й ст. с мечами (1878)
- Орден Святого Станислава 1-й ст. (1888)
- Орден Святой Анны 1-й ст. (1893)

Иностранные:
- Прусский Орден Короны 3-й ст. (1873)
- Шведский Орден Святого Олафа кавалерский знак (1875)
- Нидерландский Орден Дубового Венка (1876)

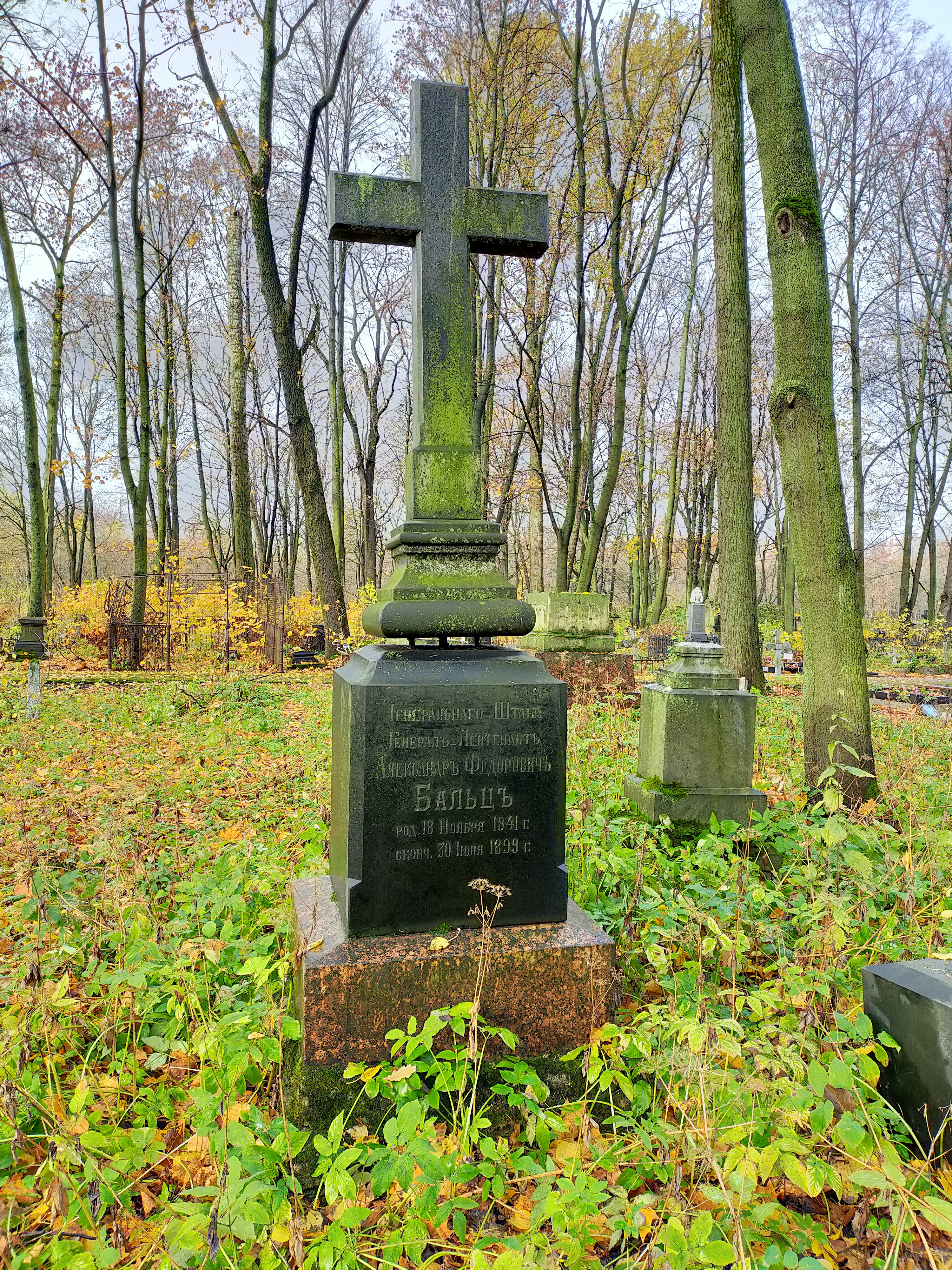
Генерал-лейтенант А.Ф. Бальц (1841-1899), памятник на Волковском лютеранском кладбище

- Генерал-лейтенант  А.Ф. Бальц (1841-1899), памятник на Волковском лютеранском кладбищеПрусский Орден Короны 2-й ст. со звездой (1888)
- Черногорский Орден Князя Даниила I 2-й ст. со звездой (1889)
- Ольденбургский Орден Звезды 2-й ст. (1890)

## Семья
Был женат на Софье Эдуардовне Багговут (15.06.1851 — после 1916). Их дети:
- Владимир;

1. ↑  Петербургский некрополь. Т. 1. — С. 132. Дата обращения: 9 августа 2019. Архивировано 3 декабря 2019 года.

- Вера;
- Леонид (17.04.1872 — 17.12.1895);
- Надежда (? — после 1901).